# Johann Jacob Herz
Johann Jacob Herz (ab 1865 von Rodenau) (* 1810 in Lemberg; † 9. Dezember 1873 in Hietzing) war ein deutscher Verwaltungsjurist und Politiker.

## Leben
Herz war ursprünglich jüdischen Glaubens und konvertierte nach 1850 zur katholischen Konfession. Er war der Sohn eines Kaufmanns und studierte Rechtswissenschaften an der Universität Lemberg, wo er 1836 zum Dr. jur. promoviert wurde.
Er arbeitete zunächst von 1837 bis 1842 als Kanzler im österreichischen Konsulat in Krakau. Von 1842 bis 1846 war er Sekretär bei der vereinigten Kameral- und Gefällen-Verwaltung für Böhmen in Prag und von 1846 bis 1847 Sekretär bei der vereinigten Kameral- und Gefällen-Verwaltung für Österreich ob und unter der Enns in Wien. Zwischen 1847 und 1856 war er zunächst Rat und Postkommissär (Reisekommissär) bei der kaiserlichen Postbehörde, dann Finanzrat in Wien. Seit 1856 war er Generalsekretär, später Generaldirektor der galizischen Karl-Ludwigs-Bahn. Zuletzt wirkte er von 1864 bis 1873 als Rat und Ministerialsekretär im österreichischen Handelsministerium in Wien. Er starb am 9. Dezember 1873 durch Selbstmord.

## Politik
Vom 9. März 1849 (als Nachfolger von Ernst Schilling) bis zum 13. April 1849 vertrat er den Wahlkreis 2. Österreich unter der Enns (Wien, Leopoldstadt) in der Frankfurter Nationalversammlung. Im Parlament blieb er fraktionslos und stimmte mit dem Rechten Zentrum. Er gehörte zu den Abgeordneten, die gegen die Wahl Friedrich Wilhelms IV. zum Kaiser der Deutschen stimmten.

## Werke
Er war Verfasser mehrerer Schriften zum Rechts- und Verwaltungswesen des österreichischen Kaiserstaats, darunter
- Die Postreform im deutsch-österreichischen Postvereine. Wien 1851.